# Велики Штрбац
Велики Штрбац је највиши врх планине Мироч, висине 768 м.н.в., где релативна висина изнад Ђердапског језера износи 700m.
Изграђен је од горњојурских кречњака. Падина према Дунаву је старо клизиште (у комбинацији са одронима), што се види по специфичној морфологији, лучном одсеку и испупчењу у доњем делу падине (акумулирани материјал). У зони где улази у Казан, Дунав због правца тока и кречњачког узвишења Чукарул Маре на левој обали, поткопава и јаче еродира десну обалу, узрокујући нестабилност падине. 
Гребен у коме се налазе Велики Штрбац и Мали Штрбац према Дунаву има више стотина метара високе стеновите одсеке. Велики Штрбац је видиковац са  кога се пружа поглед на Дунав у његовом најужем делу, изнад клисуре Казан, на Карпате, Гребен, Дели Јован и Велики крш.